# Sphaerostigma deserti
Sphaerostigma deserti là một loài thực vật có hoa trong họ Anh thảo chiều. Loài này được (M.E. Jones) A. Heller miêu tả khoa học đầu tiên năm 1913.